# Haval F5
La Haval F5 è un'autovettura prodotta dal 2018 al 2021 dalla casa automobilistica cinese Great Wall Motors con il marchio Haval.

## Descrizione
La F5 è stata originariamente anticipata dall'Haval Concept R mostrato in anteprima al Salone dell'Auto di Shanghai 2015 insieme alla Haval Concept B. I due concept avevano lo scopo di mostrare il futuro design dei modelli del marchio Haval. L'Haval Concept R è poi diventata l'Haval F5, bmentre la Concept B è diventato l'Haval H6 Blue Label di seconda generazione.
La vettura, che è stata presentata al Salone dell'Auto di Pechino alla fine di aprile 2018, è stata lanciata sul mercato cinese a fine settembre 2018. La F5 è un crossover SUV con linea del padiglione da coupé, che si posiziona dimensionalmente sotto la Haval F7. La F5 condivide la base tecnica con la Wey VV5 e la seconda generazione della Haval H6 venendo sostituita dalla Haval Chitu presentata nel marzo 2021.
Al lancio spingere la vettura era disponibile un'unità turbocompressa a benzina siglato GW4B15A da 1,5 litri con 124 kW (169 CV) a 5.000-5.600 giri/min e 285 Nm di coppia a 1.400-3.000 giri/min accoppiato a un doppio frizione a 7 velocità. Una variante dello stesso propulsore ma meno potente con 110 kW (150 CV) è stata introdotta nel 2020.